# Höchstaufseß
Höchstaufseß war ein schlossähnlicher Rittersitz, welcher um 1690 in Aufseß von Friedrich von Aufseß erbaut wurde.

## Lage
Das Anwesen befand sich etwas höher gelegen und ca. 350 Meter nördlich gegenüber von Schloss Unteraufseß in Spornlage auf etwa 455 m über NN. Eine Tafel am sogenannten Blickpunkt Höchstaufseß informiert zu Standort und Geschichte.

## Geschichte
Aufgrund religiöser Streitigkeiten des fränkischen Uradelsgeschlechts derer von Aufseß – die Familie hatte sich im 17. Jahrhundert in eine evangelische und eine katholische Linie aufgespalten – zog Karl Heinrich von Aufseß aus der Burg Aufseß (heute Unteraufseß) aus und errichtete im Jahr 1690 weiter oben im Tal ein neues Schloss, das er Oberaufsess nannte. Sein Bruder Friedrich errichtete daraufhin noch einen weiteren kleineren Rittersitz mit dem Namen Höchstaufseß, der 1692 fertig wurde und von einem Sohn Friedrichs bewohnt wurde.
Das Gebäude brannte aber bereits 1718 durch Blitzschlag nieder und wurde aufgegeben.
Um 1970 soll noch der Rest eines Kellergewölbes sichtbar gewesen sein.
Heute ist wohl nichts mehr erhalten. Eine Informationstafel und ein kleiner hölzerner Aussichtspavillon befinden sich etwa an der Stelle, an der das Anwesen einst stand.

## Beschreibung
Die Zeichnungskopie auf der Informationstafel zeigt ein großschenkliges schmales zweiteiliges Gebäude mit Satteldach, großer Toreinfahrt und steingefasten Ecken; am gegenüberliegenden Ende der Toreinfahrt steht ein runder Bergfried mit Kegeldach an den Zentralbau angelehnt.
Das abgegangene Anwesen ist nicht als Bodendenkmal ausgewiesen.